# Moriking
Moriking (森林王者モリキング?, Shinrin ōja Morikingu, lett. "Il re della foresta Moriking") è un manga scritto e disegnato da Tomohiro Hasegawa pubblicato tra aprile 2020 e gennaio 2021 sulle pagine di Weekly Shōnen Jump. Conta in totale 35 capitoli raccolti in 4 volumi.

## Trama
Shōta Aikawa è uno studente di terza elementare che ama gli insetti: un giorno lo scarabeo rinoceronte che ha allevato e chiamato Moriking si evolve in un essere umano. Inoltre Moriking non è uno scarebeo qualunque, ma è un re degli insetti che nasce ogni cento milione di anni, anche se per diventarlo a tutti gli effetti deve sostenere una prova, ossia avventurarsi nel mondo e sopravvivere. Moriking riconosce in Shōta il suo proprietario e desidera rimanere con gli Aikawa che alla fine lo accettano come membro della famiglia. Essi tuttavia non sanno che dovranno aiutare Moriking in un'ardua impresa: sconfiggere i quattro re candidati a diventare signore della foresta, colui che governa su tutti gli insetti del mondo.

## Manga
Il manga  Moriking è stato pubblicato da aprile 2020 a gennaio 2021 sulle pagine di Weekly Shōnen Jump di Shueisha ed è scritto e disegnato da Tomohiro Hasegawa. 
| Nº | Data di prima pubblicazione | Data di prima pubblicazione | Data di prima pubblicazione |
| Nº | Giapponese                  | Giapponese                  |                             |
| -- | --------------------------- | --------------------------- | --------------------------- |
| 1  | 4 agosto 2020               | ISBN 978-4-08-882379-9      |                             |
| 2  | 2 ottobre 2020              | ISBN 978-4-08-882426-0      |                             |
| 3  | 4 gennaio 2021              | ISBN 978-4-08-882528-1      |                             |
| 4  | 2 aprile 2021               | ISBN 978-4-08-882592-2      |                             |

## Accoglienza
Chris Beveridge di The Fandom Post ha dichiarato che Moriking è abbastanza accessibile per i lettori generici e "sufficientemente strano da andare in una direzione divertente" e ha elogiato i disegni, il ritmo, la direzione e gli sfondi di Hasegawa. Beviridge ha affermato che, nonostante la presenza di molti elementi familiari dei manga degli anni '80, Moriking li utilizza in modo diverso. Ha scritto che, sebbene la serie non sia di alto livello artistico, è un titolo divertente, facile da prendere e da seguire grazie alla sua bizzarria. Beveridge ha ritenuto che Hasegawa sia stato in grado di concludere la serie alle sue condizioni. Ha riflettuto sul fatto che il manga si è svolto in un modo che gli ha ricordato le prime opere di Rumiko Takahashi e, nonostante si sia trasformato in una serie di tornei, è stato comunque distanziato in modo da mantenere il materiale sui personaggi divertente. Ha concluso definendo Moriking "un divertente e piacevole rompicapo con una buona grafica, "[alcuni] bei colpi di scena e dettagli, e un piacevole umorismo".